# Фондовая биржа Таиланда
Фондовая биржа Таиланда (англ. Stock Exchange of Thailand, SET, тайск. ตลาดหลักทรัพย์แห่งประเทศไทย) — единственная биржа в Таиланде. Расположена в столице страны Бангкоке. Ведет своё начало от созданной в 1975 году государственной биржи ценных бумаг Таиланда. Своё нынешнее название получила в 1991 году. Находится в государственной собственности.
- Объём торгов: $95, 946 млрд (2005 г);
- Листинг: 545 компаний (2011 г);
- Рыночная капитализация: $123, 885 млрд (2005 г);
- Основной фондовый индекс: SET индекс — отражает состояние акций всех компаний на бирже.

Биржа входит в Федерацию фондовых бирж Азии и Океании,